# دانشگاه دالهاوزی
دانشگاه دالهاوزی (معمولاً به عنوان دالهاوزی یا دل شناخته می‌شود) یک دانشگاه تحقیقاتی عمومی در استان نوا اسکوشیا کانادا، با سه شعبه در هالیفاکس، و شعبه چهارم در بایبل هیل است. دالهاوزی بیش از ۴٬۰۰۰ دوره آموزشی و ۱۸۰ رشته دانشگاهی در دوازده دانشکده در مقاطع کارشناسی، کارشناسی ارشد و حرفه‌ای ارائه می‌دهد. این دانشگاه عضو گروه U15، یک گروه از دانشگاه‌های تحقیقات فشرده در کانادا، می‌باشد.

## تاریخچه
دالهاوزی به عنوان یک کالج غیر فرقه‌ای در سال ۱۸۱۸ توسط معاون فرماندار نوا اسکوشیا، جورج رامسی، نهمین ارل از دالهاوزی، کسی که دانشگاه به نام او نامگذاری شده، تأسیس شد. این کالج اولین کلاس خود را تا سال ۱۸۳۸ برگزار نکرد. تا آن زمان به خاطر مشکلات مالی به‌طور پراکنده فعالیت نمود. این دانشگاه برای سومین بار در سال ۱۸۶۳ پس از سازماندهی مجدد که تغییر نام به «فرمانداران کالج و دانشگاه دالهاوزی» داد بازگشایی شد. دانشگاه به طور رسمی در سال ۱۹۹۷ نام خود را به «دانشگاه دالهاوزی» از طریق قانون گذاری استانی، همان قانون گذاری که حکم به ادغام این دانشگاه با دانشگاه فنی نوا اسکوشیا داده بود، تغییر داد.